# À
À (minuskule à) je písmeno latinky. Nazývá se A s obrácenou čárkou. Používá se například ve franzouzštině, italštině a portugalštině.
Lze se ním setkat i v češtině, ve významu po ve smyslu např. „misky se prodávají à 10 Kč za kus“, jinými slovy po deseti korunách.